# Малый Таковец
Малый Таковец — деревня в Тейковском районе Ивановской области. Входит в состав Новолеушинского сельского поселения.

## География
Находится в юго-западной части Ивановской области на расстоянии приблизительно 5 км на восток-юго-восток по прямой от районного центра города Тейково.

## История
Населенный пункт был известен еще в 1808 году как деревня Таковец, современное название появилось для отличия от аналогичной деревни в соседнем районе.

## Население
Постоянное население составляло 50 человек в 2002 году (русские 94 %), 44 в 2010.